# Pointe-aux-Sables Mates SC
Der Pointe-aux-Sables Mates Sports Club, auch einfach nur Pointe-aux-Sables Mates oder PAS Mates SC genannt, ist ein mauritischer Fußballverein aus der Stadt Port Louis. Aktuell spielt der Verein in der ersten Liga.

## Geschichte
Der Verein wurde 1983 gegründet. 2005 und 2010 erreichte der Verein das Pokalfinale. 2005 verlor man gegen den AS Port-Louis 2000 mit 2:0. Als Finalist qualifizierte man sich den CAF Confederation Cup. Hier schied man jedoch in der Vorrunde gegen den Élan Club von den Komoren aus. Das Finale im Mauritian Republic Cup erreichte man 2006. Hier scheiterte man am AS Vacoas-Phoenix. 2010 erreichte man zum zweiten Mal das Pokalfinale. Hier musste man sich dem AS Vacoas-Phoenix mit 1:0 geschlagen geben.

## Stadion
Seine Heimspiele trägt der Verein im Sir Gaëtan Duval Stadium in Beau Bassin-Rose Hill aus. Das Stadion hat ein Fassungsvermögen von 6500 Personen.

## Erfolge
- Mauritischer Pokalfinalist: 2005, 2010
- Mauritian Republic Cup-Finalist: 2006

## Statistik in den CAF Wettbewerben
| Jahr | Wettbewerb            | Runde    |
| ---- | --------------------- | -------- |
| 2006 | CAF Confederation Cup | Vorrunde |